# شارل ادوارد گیوم
شارل ادوارد گیوم، (به فرانسوی: Charles Édouard Guillaume) (زاده ۱۵ فوریه ۱۸۶۱ – درگذشته ۱۳ مه ۱۹۳۸)، یک فیزیک‌دان سویسی بود که در سال ۱۹۲۰ در به رسمیت شناختن خدمات او در پیشبرد فیزیک به خاطر ارائه دادن اندازه‌گیری‌های دقیق با کشف ناهنجاری‌های آلیاژ نیکل-فولاد موفق به دریافت جایزه فیزیک نوبل گردید.
شارل ادوارد گیوم در سال ۱۹۷۸ از دانشگاه صنعتی زوریخ موفق به اخذ مدرک دکترا شد و مدتی نیز در ارتش سوئیس خدمت کرد. او در سال ۱۸۸۳ وارد دفتر «اداره بین‌المللی اوزان و مقیاس‌ها» شد و تا زمان بازنشستگی در سمت ریاست (پرزیدنت) آن نهاد بین‌المللی بود.
در فرانسه شارل ادوارد گیوم ریاست (پرزیدنت) جامعه فیزیک فرانسه (The Société Française de Physique (SFP)) را بر عهده داشت و به او درجهٔ بزرگ‌افسر لژیون افتخاری لژیون دونور داده شد. او همچنین دکترای افتخاری علوم را از دانشگاه‌های ژنو، نوشاتل، و پاریس دریافت کرد و نیز عضو، عضو افتخاری یا عضو مربوطٔ بیش از یک دوجین از دانشکده‌های علمی پیشرو اروپا بود.